# Hradčany
Hradčany (češ. Hradčany) su gradska četvrt i katastarsko područje Praga. 
Ovaj naziv se često koristi da označi i Praški dvorac, koji se nalazi u ovoj gradskoj četvrti.
Hradčany su površine 1,5147 km² i pripadaju gradskim okruzima Prag 1 i Prag 6.
To je bio samostalni grad do 1784. godine, kada je postao dio ujedinjenog Kraljevskog glavnoga grada Praga.
Praški dvorac zauzima značajan dio ove gradske četvrti. To je jedan od najpoznatijih dvoraca Europe i prema Guinnessovoj knjizi rekorda, najveći je dvorac na svijetu.